# Bracon Ash
Bracon Ash est une paroisse civile et un village du Norfolk, en Angleterre.